# Kōhei Hiramatsu
Kōhei Hiramatsu (平松 康平 Hiramatsu Kōhei?, nacido el 19 de abril de 1980 en Shizuoka) es un exfutbolista japonés. Jugaba de centrocampista y su último club fue el Fujieda MYFC de Japón.

## Trayectoria

### Clubes
| Club            | País  | Año         |
| --------------- | ----- | ----------- |
| Shimizu S-Pulse | Japón | 1998 - 2007 |
| FC Ryukyu       | Japón | 2008        |
| Fujieda MYFC    | Japón | 2009 - 2010 |

## Palmarés

### Títulos nacionales
| Título             | Club            | País  | Año  |
| ------------------ | --------------- | ----- | ---- |
| Copa del Emperador | Shimizu S-Pulse | Japón | 2001 |